# Bạch Thành Định
Bạch Thành Định (sinh ngày 16 tháng 10 năm 1957) là một Thiếu tướng Công an nhân dân Việt Nam. Ông từng giữ chức vụ Ủy viên Ban Thường vụ Đảng ủy, Phó Giám đốc Công an thành phố Hà Nội, Thủ trưởng Cơ quan An ninh điều tra CATP, Chủ tịch Hội đồng Lý luận. Bạch Thành Định nghỉ chờ hưu từ ngày 1 tháng 11 năm 2017.

## Thân thế sự nghiệp
Bạch Thành Định quê ở La Khê, quận Hà Đông, thành phố Hà Nội. Ông là con trai của Bạch Thành Phong, nguyên Bí thư Tỉnh ủy Sơn Tây.